# Peter Thorup

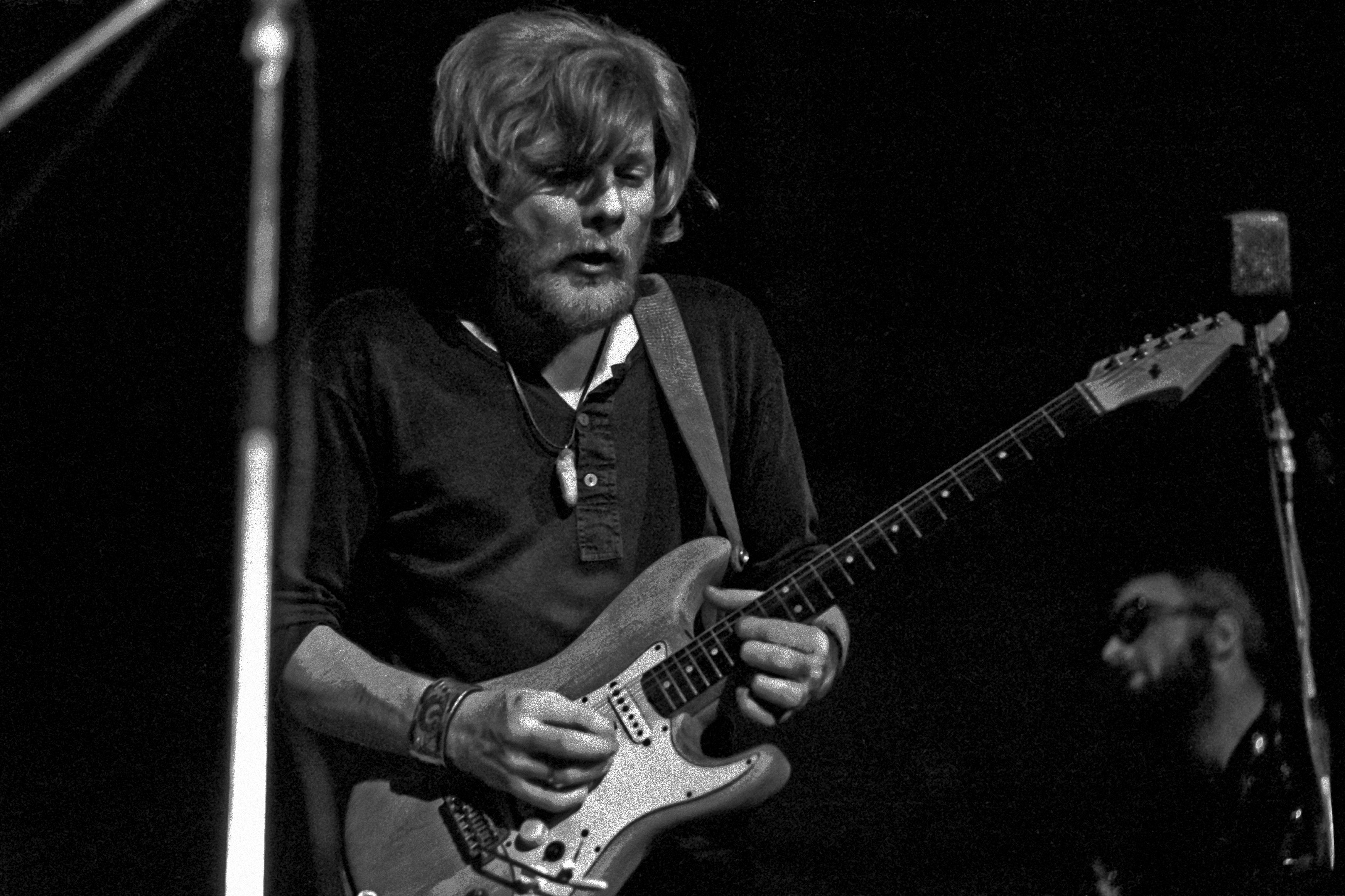
Peter Thorup, 1972 in Hamburg

Peter Thorup (* 14. Dezember 1948; † 3. August 2007 in Rønne, Bornholm) war ein dänischer Musiker. Als Gitarrist, Sänger, Komponist und Produzent prägte er die Blues-Szene in Dänemark.

## Leben und Wirken
In den 1960er Jahren war er in seinem Heimatland mit seiner Band Beefeaters unterwegs, die große Popularität genoss, Ende der 60er nahm sich Alexis Korner ihrer an.
Ab 1969 arbeitete er in England eng mit Alexis Korner zusammen und spielte mit Korner, dessen Tochter Sappho Korner, Nick South, Ray Warleigh, Annette Brox, Per Frost und Colin Hodgkinson bei New Church. Ihren ersten Auftritt hatte die Gruppe von Korner als Vorband der Rolling Stones im Hyde Park beim Gedenkkonzert für Brian Jones am 5. Juli 1969. Bereits ein Jahr später löste sich die Band wieder auf, da die Erfolge ausblieben.
Ab 1970 gehörte Thorup zu Korners Studio-Band CCS. Nach deren Auflösung im Jahr 1973 gründeten Korner und Thorup gemeinsam mit Boz Burrell von King Crimson und Ian Wallace die Band Snape, die nur kurzzeitig bestand. Snape war Korners letztes Bandprojekt; nach deren Auflösung wirkte der alkoholkranke Thorup vor allem in Dänemark und konnte nicht mehr an seine früheren Erfolge anknüpfen. Zusammen mit Ole Frimer bildete er das Duo Peter Thorup & Ole Frimer. Er arbeitete auch viel mit dem dänischen Schlagzeuger Ken Gudman zusammen.

## Diskografie
- 1965: Blackpools: I’m wild about you (Single)
- 1967: Beefeaters: Beefeaters
- 1969: Beefeaters: Meet You There
- 1970: Peter Thorup: Wake Up Your Mind
- 1970: New Church: Both Sides
- 1971: C.C.S.: C.C.S. 1st
- 1972: C.C.S.: C.C.S. 2nd
- 1973: C.C.S.: The Best Band In The Land
- 1974: Snape: Accidently Born In New Orleans
- 1975: Snape: Live In Germany
- 1976: Peter Thorup: Rejsen til Kina
- 1978: Peter Thorup: Thin Slices
- 1979: Peter Thorup: Gamle Sange – I live
- 1979: Den Benhårde Trio: 16 Tons (På Midtfyn-Live)
- 1980: Peter Thorup & Ken Gudman: Yderst Ude
- 1980: Peter Thorup: Noget om Peter Thorup og Halfdan Rasmussen
- 1982: Peter Thorup: Digte af Emil Aarestrup
- 1983: Den Benhårde Trio: Tre Kolde
- 1984: Peter Thorup & Anne Grete: Verden er gal
- 1987: Peter Thorup: Thorup 16 Tons Trio
- 2004: Peter Thorup: Ku’ Det Tænkes?
- 2005: Peter Thorup & Ole Frimer: Glade Jul (single)
- 2006: Peter Thorup & Ole Frimer: På stedet